# Roullours
Roullours è un ex comune francese di 900 abitanti situato nel dipartimento del Calvados nella regione della Normandia. Dal 1º gennaio 2016 è stato accorpato con Coulonces, Maisoncelles-la-Jourdan, Saint-Germain-de-Tallevende-la-Lande-Vaumont, Truttemer-le-Grand, Truttemer-le-Petit, Vaudry et Vire per formare il comune di Vire Normandie, del quale costituisce comune delegato.  

## Società

### Evoluzione demografica
Abitanti censiti